# Feliciano Sánchez Sinencio
Feliciano Sánchez Sinencio (Ciudad de México, 3 de diciembre de 1938) es un ingeniero electrónico, investigador, catedrático e investigador mexicano.  Se ha especializado en la Física de semiconductores.

## Estudios y docencia
Obtuvo el título de ingeniero en comunicaciones eléctricas y electrónica en la Escuela Superior de Ingeniería Mecánica y Eléctrica (ESIME) del Instituto Politécnico Nacional (IPN). Realizó una maestría en Física en el Centro Brasileiro de Pesquisas Físicas y un doctorado en la Universidad de São Paulo.
Ha sido investigador y director del Centro de Investigación en Ciencia Aplicada y Tecnología Avanzada (Cicata) y del Centro de Investigación y de Estudios Avanzados del Instituto Politécnico Nacional (Cinvestav). Ha sido profesor visitante en la Universidad Hebrea de Jerusalén y en la Universidad de Princeton.

## Investigador y académico
Ha realizado investigaciones acerca del transporte electrónico en cristales de azufre y en materiales semiconductores policristalinos. Es considerado un experto en la construcción de celdas solares. Por otra parte, realizó estudios sobre las propiedades mecánicas, térmicas y alimenticias del proceso de nixtamalización. Descubrió las propiedades del telurio de cadmio amorfo oxigenado como semiconductor aislante. 
Inauguró y fue el director del Centro de Investigación en Ciencia Aplicada y Tecnología Avanzada del Instituto Politécnico Nacional, Unidad Legaria, fue director del Centro Latinoamericano de Física (CLAF) con sede en Brasil. Fue presidente de la Sociedad Mexicana para el Progreso de la Ciencia y Tecnología (Somprocyt). Es miembro de la American Physical Society, de la Sociedad Mexicana de Física, de la Sociedade Brasileira de Física, de la American Association for the Advancement of Science y del Consejo Consultivo de Ciencias de la Presidencia de la República.

## Obras publicadas
Ha publicado más de 150 artículos científicos y ha sido citado en más de 380 ocasiones. Es autor de 4 patentes en México y 7 en Estados Unidos. 

## Premios y distinciones
- Beca Guggenheim otorgada por la John Simon Guggenheim Memorial Foundation en 1980.
- Medalla por la Academia de Ciencias de Cuba.
- Premio al Desarrollo de la Física en México, otorgado por la Sociedad Mexicana de Física, en 1994.
- Premio Nacional de Ciencias y Artes en el área de Tecnología y Diseño otorgado por la Secretaría de Educación Pública en 1997.
- Premio Ciudadano Honorario de São Carlos, São Paulo, Brasil, en 2007.
- Premio Ciudad Capital Heberto Castillo Martínez, otorgado por el Instituto de Ciencia y Tecnología del  Gobierno del Distrito Federal, en 2008.
- Medalla al Mérito en Ciencias y Artes otorgada por la Asamblea Legislativa del Distrito Federal, en 2008.
- Premio a la Investigación Científica otorgado por la Sociedad Mexicana de Superficies y Vacío.
- Presea Lázaro Cárdenas otorgada por el Instituto Politécnico Nacional.
- Investigador Emérito por el Cinvestav desde 2011.
- Doctor honoris causa en Ciencias Físicas por la Universidad de La Habana, en 2012.
- Premio Luis Elizondo, otorgado por el Instituto Tecnológico y de Estudios Superiores de Monterrey en 2012.[5]